# 越占戰爭 (1044年)
越占戰爭 (1044年)指的是1044年越南李朝與占婆之間發生的戰爭。
這次戰爭的起因是占婆在1043年出兵騷擾越南的沿海一帶。於是，越南李朝皇帝李太宗在翌年御駕親征，攻打占婆。占婆部隊在五蒲江一帶防禦，被越南大敗，斬首三萬餘。占婆的越族將軍郭加彛隨後叛變，殺死國王闍耶僧伽跋摩二世（乍斗），將其首級獻給李太宗表示投降。越南軍隊攻入毘闍耶，大肆掠奪，並俘虜了闍耶僧伽跋摩二世的妻妾、宮女等人回國。